# Yushi Ozaki
Yushi Ozaki (尾﨑 勇史 Ozaki Yūshi?, nacido el 24 de marzo de 1969 en Mie) es un exfutbolista japonés. Jugaba de guardameta y su último club fue el Sanfrecce Hiroshima de Japón.

## Trayectoria

### Clubes
| Club                | País  | Año         |
| ------------------- | ----- | ----------- |
| Júbilo Iwata        | Japón | 1987 - 2000 |
| Avispa Fukuoka      | Japón | 2000 - 2001 |
| Sanfrecce Hiroshima | Japón | 2002 - 2003 |

## Palmarés

### Títulos nacionales
| Título              | Club          | País  | Año       |
| ------------------- | ------------- | ----- | --------- |
| Japan Soccer League | Yamaha Motors | Japón | 1987-1988 |
| J1 League           | Júbilo Iwata  | Japón | 1997      |
| Copa J. League      | Júbilo Iwata  | Japón | 1998      |
| J1 League           | Júbilo Iwata  | Japón | 1999      |